# Clifford Shull
Clifford Glenwood Shull (Pittsburgh, 23 settembre 1915 – Hamilton, 31 marzo 2001) è stato un fisico statunitense, vincitore, insieme a Bertram Brockhouse, del premio Nobel per la fisica nel 1994, per «i contributi pionieristici allo sviluppo delle tecniche di scattering dei neutroni per gli studi della materia condensata», in particolare per «lo sviluppo della tecnica di diffrazione del neutrone».